# Montjean (Mayenne)
Montjean ist eine französische Gemeinde mit 1.030 Einwohnern (Stand: 1. Januar 2022) im Département Mayenne in der Region Pays de la Loire. Sie gehört zum Arrondissement Laval und zum Kanton Loiron-Ruillé. Die Einwohner werden Montjeannais und Montjeannaises genannt.

## Geographie
Montjean liegt etwa 13 Kilometer westsüdwestlich von Laval. Umgeben wird Montjean von den Nachbargemeinden Loiron-Ruillé im Norden, Ahuillé im Nordosten und Osten, Courbeveille im Osten und Südosten, Cossé-le-Vivien im Süden, Beaulieu-sur-Oudon im Südwesten und Westen sowie Saint-Cyr-le-Gravelais im Nordwesten.

## Bevölkerungsentwicklung
| Jahr                       | 1962 | 1968 | 1975 | 1982 | 1990 | 1999 | 2006 | 2019 |
| Einwohner                  | 761  | 709  | 634  | 742  | 742  | 797  | 953  | 1039 |
| Quellen: Cassini und INSEE |      |      |      |      |      |      |      |      |

## Sehenswürdigkeiten
- Kirche Saint-Martin aus dem 19. Jahrhundert
- Burgruine und Mühle Montjean aus dem 12. Jahrhundert

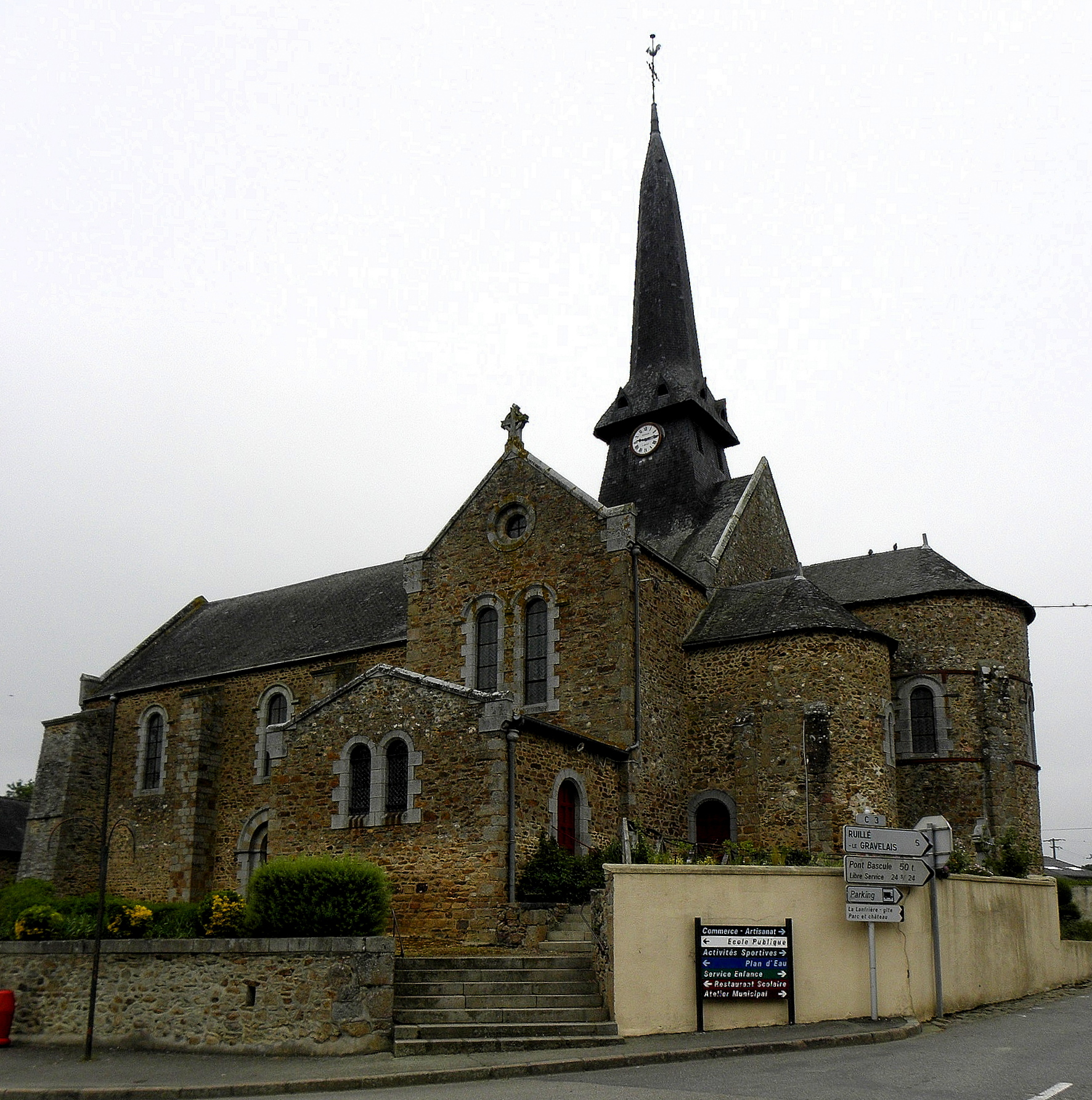
Kirche Saint-Martin
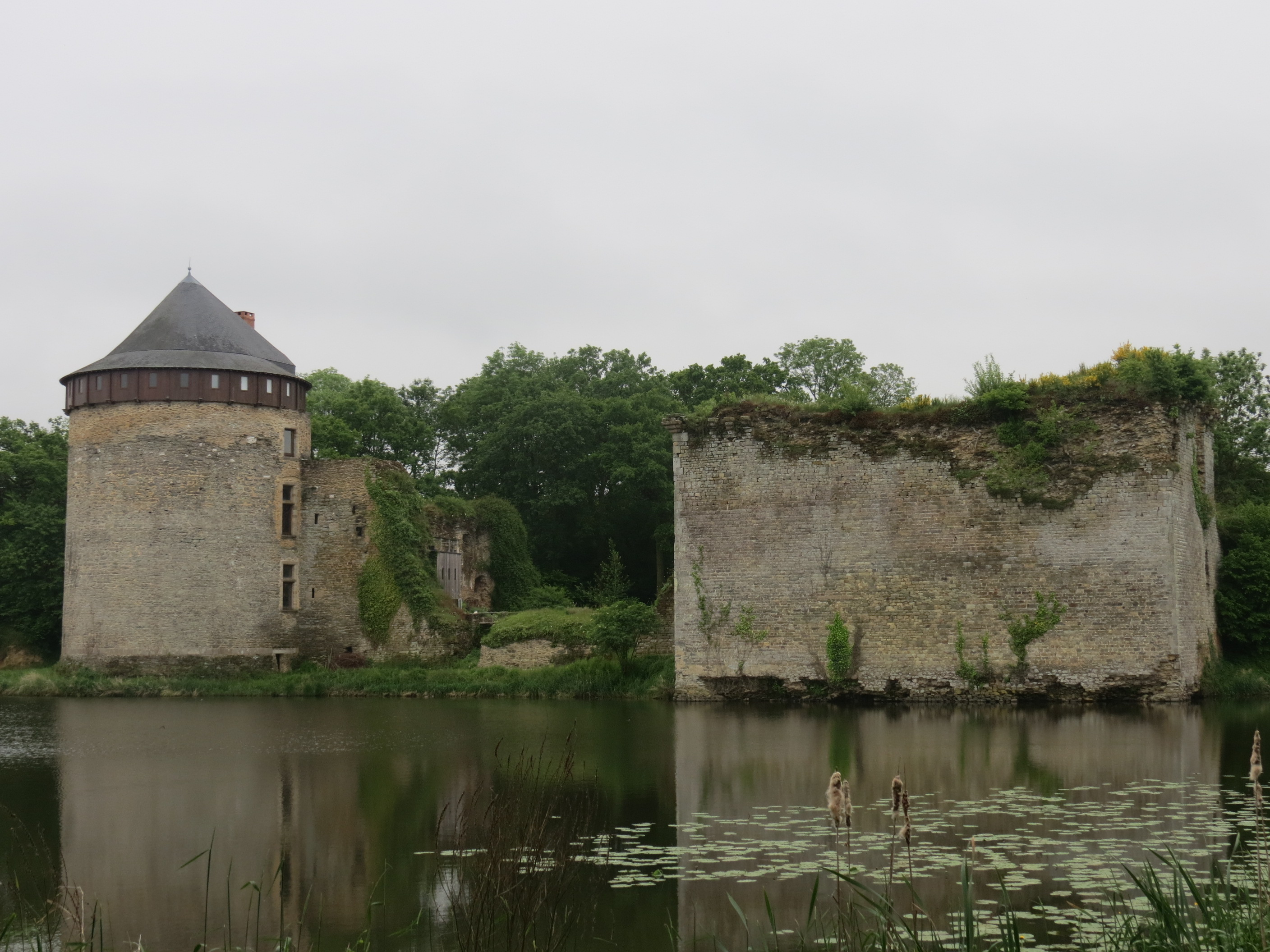
Burgruine Montjean